# Sipke Zijlstra
Sipke Zijlstra, né le 13 avril 1985 à Burgum, est un coureur cycliste néerlandais spécialiste de la piste.

## Palmarès sur piste

### Championnats du monde
| Édition / Épreuve | Poursuite par équipes |
| Pruszków 2009     | 7e                    |
| Ballerup 2010     | 6e                    |

### Coupe du monde
- 2009-2010
  - 2e de la poursuite par équipes à Pékin

### Championnats d'Europe
| Édition / Épreuve | Poursuite par équipes                        | Américaine |
| Pruszków 2010     | Bronze (avec Heimans, van der Zwet et Veldt) | 9e         |

### Championnats des Pays-Bas
- 2006
  -  Champion des Pays-Bas de poursuite espoirs
- 2010
  - 2e de l'omnium

## Palmarès sur route
- 2001
  - 2e du championnat des Pays-Bas sur route cadets
- 2006
  - Omloop Lek en IJssek